# 別府駅 (福岡県)

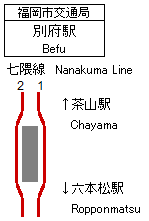
配線図

別府駅（べふえき）は、福岡県福岡市城南区別府二丁目にある福岡市地下鉄七隈線の駅。駅番号はN10。
駅のシンボルマークは空港線・箱崎線のシンボルマークをデザインした西島伊三雄が2001年に死去したため、それ以前に描かれていた原案を元に、息子で同じくグラフィックデザイナーの西島雅幸が完成させた。モチーフは別府大橋跨線橋と雲を「べ」の字の形にデザインしたもの。駅識別カラーは   DIC-641（系統色名：こい青）で、福大前駅・次郎丸駅と共通。
天神南駅が管理し、JR九州サービスサポートが駅業務を受託する業務委託駅である。

## 歴史
- 2001年（平成13年）5月11日 - 2002年（平成14年）3月6日：設計期間（実施設計者：坂本建築設計事務所）[1]
- 2003年（平成15年）1月24日 - 2004年（平成16年）7月31日：施工期間（施工者：奥村・佐藤・飯田 建設工事共同企業体）[1]
- 2005年（平成17年）2月3日：開業。開業時から業務委託駅[5]。

## 駅構造
1面2線島式ホームの地下駅。国道202号直下に位置する。
| 地階    | 出入口                       | 出入口                                     |
| 地下1階 | コンコース階                 | コンコース、案内所、自動券売機、自動改札口 |
| 地下1階 | コンコース階                 | トイレ（改札内）                           |
| 地下2階 | 1番ホーム                    | ■七隈線 博多方面（六本松駅）→              |
| 地下2階 | 島式ホーム，右側のドアが開く |                                            |
| 地下2階 | 2番ホーム                    | ←■七隈線 橋本方面（茶山駅）                |

- 各階の面積は、地上151平方メートル、地下1階3,852平方メートル、地下2階3,330平方メートル[1]。
- 駅の長さは243メートルで、七隈線の16駅では最長[1]。
- 利用者の目に留まる箇所に用いられる「個性化壁」には、白～うす灰色の大理石（ビアンコカララ、300mm×300mm×厚さ13mm）を使用している[6]。

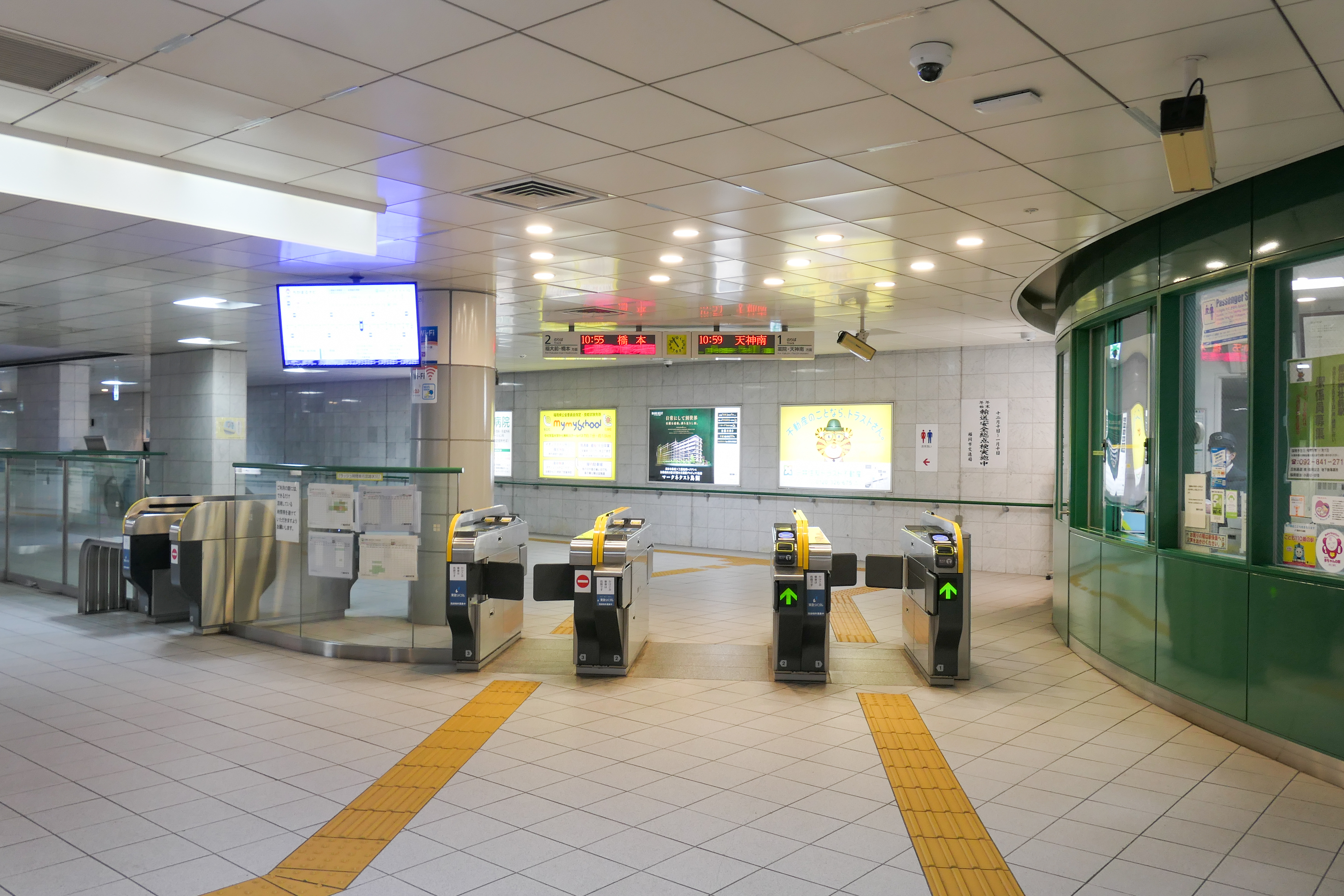
改札口（2022年12月）
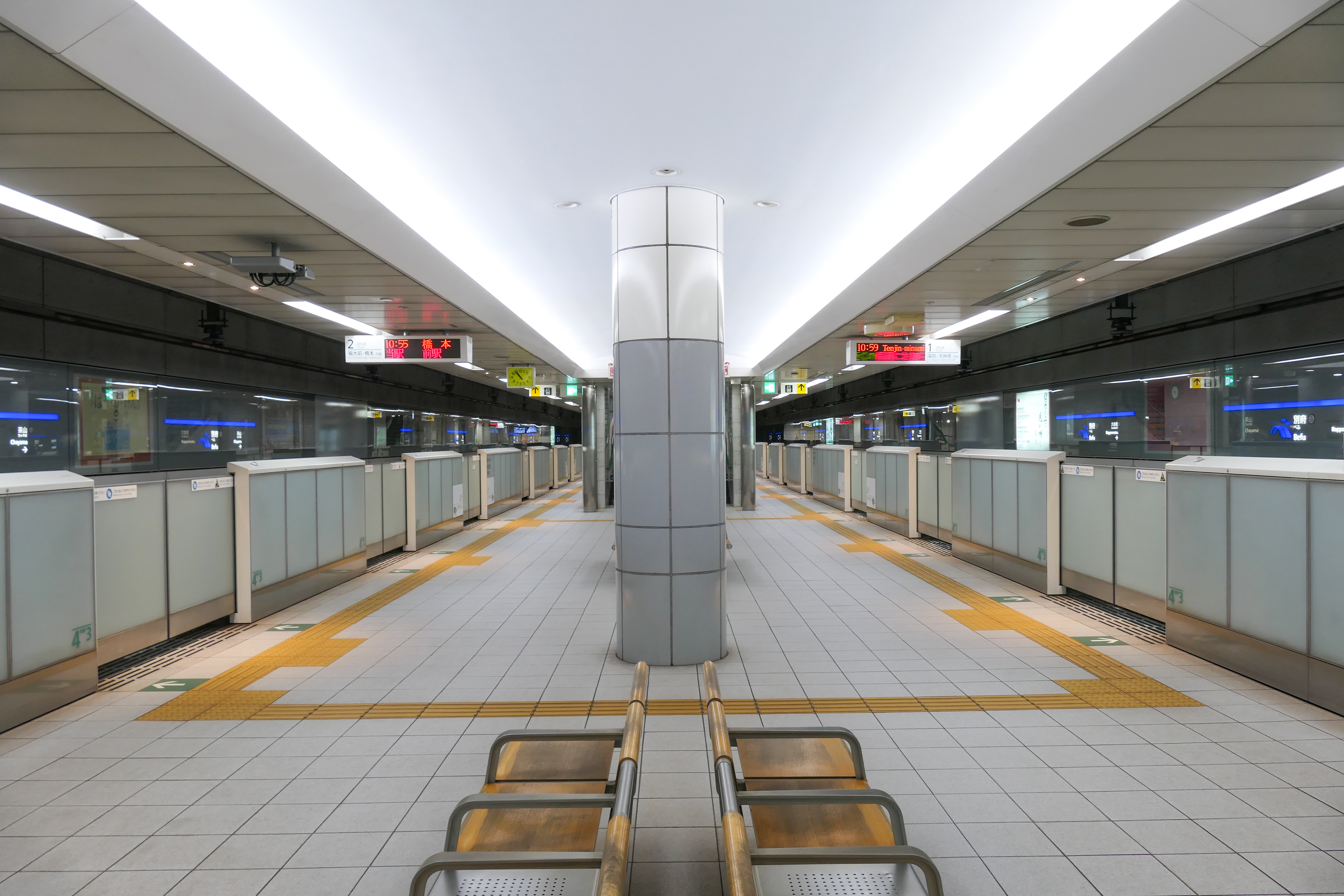
ホーム（2022年12月）
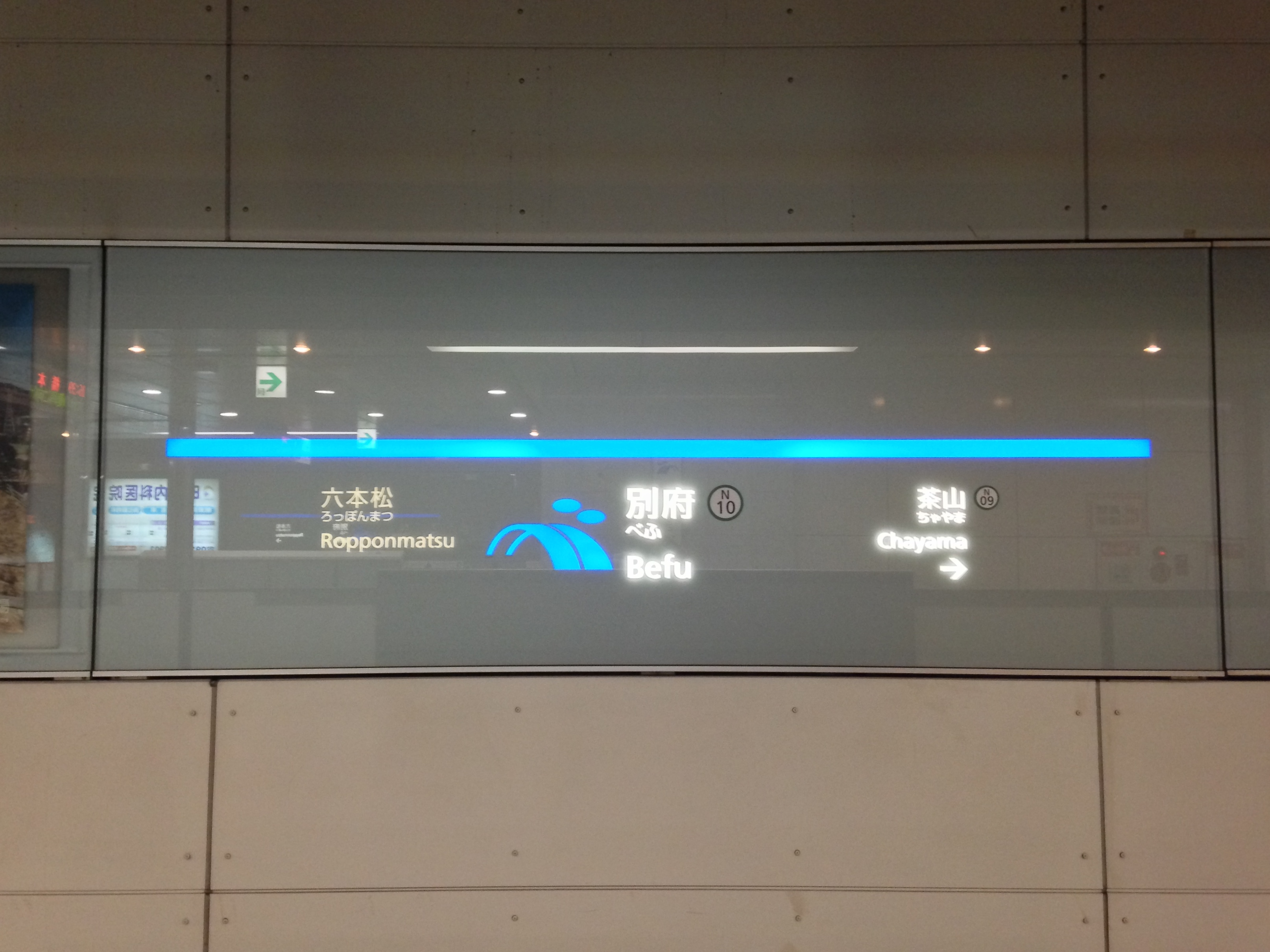
駅名標（2016年7月）

## 利用状況
2023年度の1日平均乗車人員は6,937人である。
開業以降の1日平均乗車人員の推移は下表のとおりである。
| 年度               | 1日平均 乗車人員 |
| ------------------ | ---------------- |
| 2004年（平成16年） | 2,804            |
| 2005年（平成17年） | 2,606            |
| 2006年（平成18年） | 3,219            |
| 2007年（平成19年） | 3,589            |
| 2008年（平成20年） | 3,799            |
| 2009年（平成21年） | 3,774            |
| 2010年（平成22年） | 3,898            |
| 2011年（平成23年） | 4,156            |
| 2012年（平成24年） | 4,211            |
| 2013年（平成25年） | 4,442            |
| 2014年（平成26年） | 4,468            |
| 2015年（平成27年） | 4,949            |
| 2016年（平成28年） | 5,431            |
| 2017年（平成29年） | 5,700            |
| 2018年（平成30年） | 5,965            |
| 2019年（令和元年） | 6,106            |
| 2020年（令和02年） | 4,331            |
| 2021年（令和03年） | 4,450            |
| 2022年（令和04年） | 5,214            |
| 2023年（令和05年） | 6,937            |

## 駅周辺

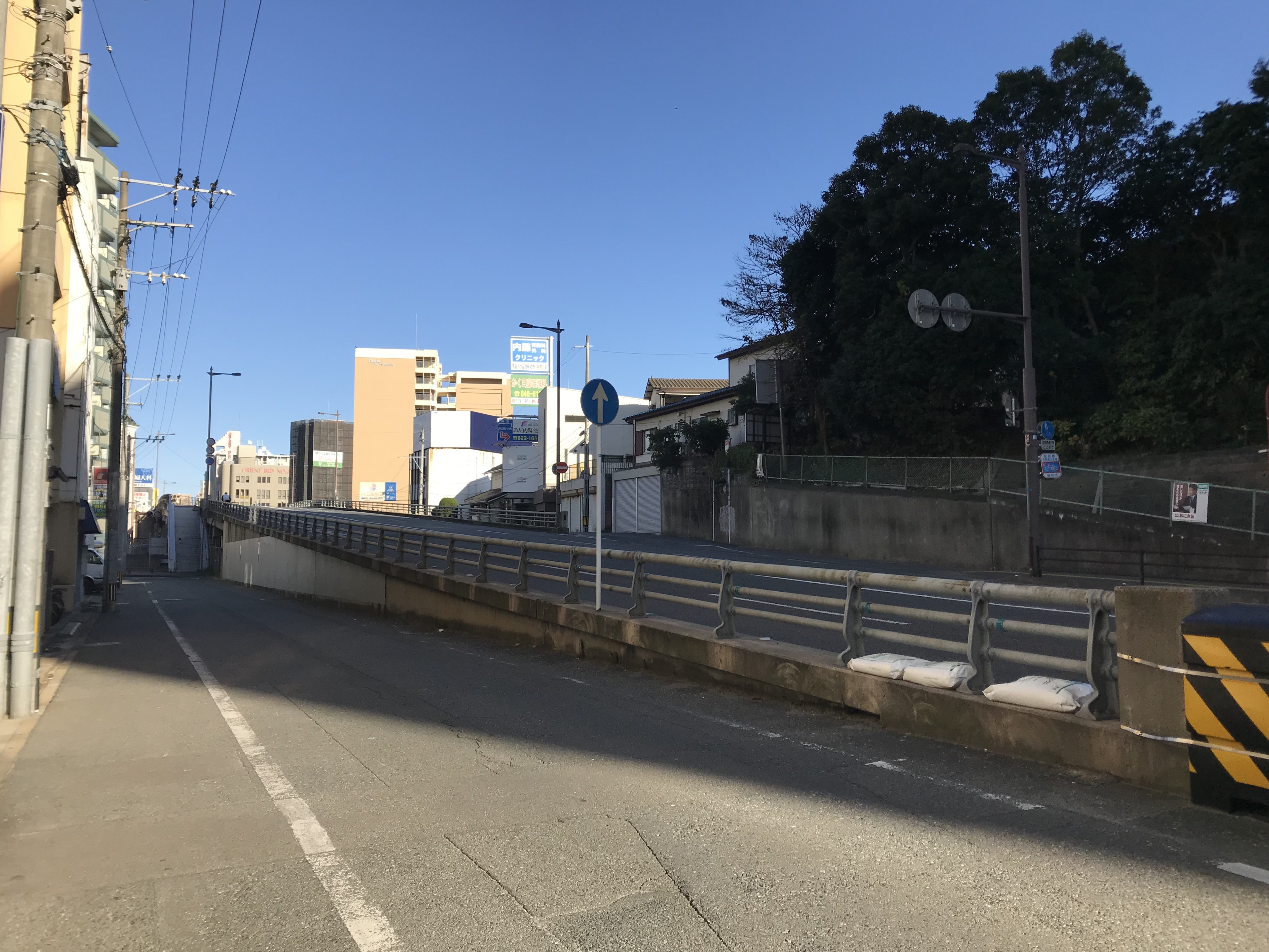
別府大橋跨線橋

国道202号の北側に1番出入口と3番出入口、南側に2番出入口がある。3番出入口の北側に城南区役所が建っているが、ここはかつての国鉄筑肥線の鳥飼駅跡である。筑肥線の区間廃止から約22年後の開業となった（別府大橋跨線橋は筑肥線の線路をまたいで別府橋通りが通っていた名残である）。

### 1番出入口
- 中村大学前交差点
- 福岡県警早良警察署別府交番
- 中村学園大学・短期大学
- 福岡市立城西中学校
- 福岡市立別府小学校
- にしてつストア別府店
- 日本郵便別府四郵便局
- 中村学園女子中学校・高等学校
- 福岡市立鳥飼小学校

### 2番出入口
- 別府幼稚園
- 西鉄バス別府駅前バス停
- 別府2丁目交差点
- セブン-イレブン福岡城南店
- 荒江保育園
- 福岡鳥飼病院

### 3番出入口
- 福岡市城南区役所
- 福岡市城南保健所
  - 福岡市城南区保健福祉センター
- 福岡市立急患診療所城南診療所
- 別府大橋
- 別府薬師如来
- 別府公民館
- 日本郵便鳥飼郵便局
- エグザス城南
- サニー別府店（スーパーマーケット）
- 日本郵便福岡別府団地郵便局
- 別府団地

## 隣の駅
福岡市交通局
 七隈線
茶山駅 (N09) - 別府駅 (N10) - 六本松駅 (N11)